# Gag 100 kaibun aishite kudasai
„Gag 100 kaibun aishite kudasai” (jap. ギャグ100回分愛してください Gyagu 100 kaibun aishite kudasai) – dziewiąty singel zespołu Berryz Kōbō, wydany 23 listopada 2005 roku przez wytwórnię Piccolo Town. Został wydany także jako „Single V” (DVD) 7 grudnia 2005 roku.
Utwór tytułowy został użyty jako utwór tytułowy filmu anime Futari wa Pretty Cure Max Heart 2 ~Yukizora no tomodachi~.
Singel osiągnął 19 pozycję w rankingu Oricon i pozostał na liście przez 6 tygodni, sprzedano 16 779 egzemplarzy.

## Lista utworów
| Nr | Tytuł                                                                              | Słowa  | Kompozycja | Aranżacja        | Czas |
| -- | ---------------------------------------------------------------------------------- | ------ | ---------- | ---------------- | ---- |
| 1. | "Gag 100 kaibun aishite kudasai" (jap. ギャグ100回分愛してください)                | Tsunku | Tsunku     | Yuichi Takahashi |      |
| 2. | "Nigiyaka na fuyu" (jap. にぎやかな冬)                                             | Tsunku | Tsunku     | Takao Konishi    |      |
| 3. | "Gag 100 kaibun aishite kudasai" (jap. ギャグ100回分愛してください) (Instrumental) |        | Tsunku     | Yuichi Takahashi |      |

Wersja Marvelous Entertainment
| Nr | Tytuł                                                                                  | Wykonanie                 | Czas |
| -- | -------------------------------------------------------------------------------------- | ------------------------- | ---- |
| 1. | "Gag 100 kaibun aishite kudasai" (jap. ギャグ100回分愛してください)                    | Berryz Kōbō               |      |
| 2. | "Nigiyaka na fuyu" (jap. にぎやかな冬)                                                 | Berryz Kōbō, Mari Yaguchi |      |
| 3. | "Crystal"                                                                              | Mayumi Gōjō               |      |
| 4. | "Gag 100 kaibun aishite kudasai" (jap. ギャグ100回分愛してください) (Original Karaoke) |                           |      |
| 5. | "Crystal" (Original Karaoke)                                                           |                           |      |

Single V
| Nr | Tytuł                                                                                 | Czas |
| -- | ------------------------------------------------------------------------------------- | ---- |
| 1. | "Gag 100 kaibun aishite kudasai" (jap. ギャグ100回分愛してください)                   |      |
| 2. | "Gag 100 kaibun aishite kudasai" (jap. ギャグ100回分愛してください) (Dance Shot Ver.) |      |
| 3. | "Making eizō" (jap. メイキング映像)                                                   |      |